# Crapeaumesnil
Crapeaumesnil is een gemeente in het Franse departement Oise (regio Hauts-de-France) en telt 130 inwoners (1999). De plaats maakt deel uit van het arrondissement Compiègne.

## Geografie
De oppervlakte van Crapeaumesnil bedraagt 4,8 km², de bevolkingsdichtheid is 27,1 inwoners per km².
De onderstaande kaart toont de ligging van Crapeaumesnil met de belangrijkste infrastructuur en aangrenzende gemeenten.

## Demografie
Onderstaande figuur toont het verloop van het inwonertal (bron: INSEE-tellingen).